# Censored

Censored est un cartoon de la série Private Snafu réalisé par Frank Tashlin et sorti en 1944.